# University City (Missouri)
University City  è una città degli Stati Uniti d'America, nella Contea di St. Louis dello Stato del Missouri.
È un sobborgo della prima cintura urbana di St. Louis. Al censimento del 2000 possedeva una popolazione di 37 428 abitanti.